# Bradina chalcophaea
Bradina chalcophaea là một loài bướm đêm trong họ Crambidae.